# Březová, Beroun
Březová là một làng thuộc huyện Beroun, vùng Středočeský, Cộng hòa Séc.